# Encarna Bodelón
Encarna Bodelón González (Barcelona, 1967) es una jurista, profesora universitaria e investigadora española especializada en derecho y perspectiva de género. Dirige el grupo de investigación Antígona, que analiza el desarrollo de los derechos de las mujeres y las estructuras jurídicas desde una perspectiva feminista.

## Trayectoria
Se licenció en Derecho por la Universidad Autónoma de Barcelona (UAB) en 1991 y obtuvo un posgrado en Criminología en la Universidad de Ámsterdam en 1992. Posteriormente, se doctoró en Derecho en la UAB en 1999 con la tesis titulada Igualdad y diferencia en los análisis feministas del derecho, en la que analiza cómo el feminismo ha utilizado el binomio igualdad/diferencia en el ámbito jurídico para combatir la subordinación de las mujeres. A través del estudio de los casos de Estados Unidos, Italia y España, expone cómo distintos movimientos feministas han utilizado o cuestionado las nociones tradicionales de igualdad y diferencia para impulsar cambios legales y sociales.
Es Profesora titular de Filosofía del derecho de la Facultad de Derecho de la Universidad Autónoma de Barcelona. Desde 2018, dirige el Departamento de Ciencia Política y Derecho Público de la misma universidad, y es codirectora del Postgrado «Género e Igualdad» y el Postgrado «Violencias Machistas». En 2000, fundó el grupo de investigación Antígona en ese departamento con el objetivo de analizar los derechos de las mujeres y las estructuras jurídicas desde una perspectiva de género. Además, como experta en la legislación que regula la prostitución, coordina el proyecto DEROGE, sobre ordenanzas de prostitución en el Estado español. Bodelón defiende la postura de que la prostitución es un trabajo sexual y tiene que estar acompañado de derechos laborales.
Su actividad investigadora incluye estancias en instituciones académicas internacionales en Róterdam, Londres, Nueva York y México. Aparte de su labor docente de Filosofía del derecho en la UAB, ha impartido clases de criminología en la Universidad de Barcelona (UB), así como de derecho en la Escuela de Derecho de San Juan en la Universidad de Puerto Rico (UPR). También fue directora del Instituto Interuniversitario de Estudios de Mujeres y Género de Cataluña (iiEDG) entre 2008 y 2011, y vicedecana de Movilidad de la Facultad de Derecho de la UAB entre 2007 y 2011. 
Bodelón ha participado activamente en diversas iniciativas académicas y sociales relacionadas con el derecho y el feminismo. Es miembro de la asociación Dones Juristes, donde colabora desde hace años, y ha formado parte de actividades impulsadas bajo el lema "Universidad sin censura". Ha sido coordinadora de proyectos de investigación competitivos en el ámbito europeo, nacional y local, centrados en el análisis de la violencia de género, el acceso de las mujeres a la justicia y las políticas de igualdad.

## Reconocimientos
En 2022, la Generalidad de Cataluña nombró a Encarna Bodelón González Directora del Centre d'Estudis Jurídics i Formació Especialitzada.

## Publicaciones (selección)
- 2014 - Violencia institucional y violencia de género, Anales de la Cátedra Francisco Suárez, Vol 48, pp. 131-155.2020- Roberto Bergalli, la alquimia del conocimiento, Revista Crítica Penal y Poder, Nº 20, pp. 16-18.
- 2015 - con Aedo, Marcela. Las niñas en el Sistema de Justicia Penal, Revista: Anales de la Cátedra Francisco Suárez, Vol. 49, pp. 219-236.
- 2015 - con Rodríguez, Ricardo. Mujeres maltratadas en los juzgados: la etnografía como método para entender el derecho “en acción”, Revista de Antropología Social, Vol. 24, pp.105-126.
- 2018 - con Arce, Paula. La reglamentación de la prostitución en los ayuntamientos: una técnica de ficticia seguridad ciudadana, Revista Crítica Penal y Poder, nº 15, pp. 71-89, OSPDH. Universidad de Barcelona.
- 2020 - junto con López, L.; Montes, C. Introducción. El género de los sistemas penales juveniles: Debates necesarios, Oñati Socio-Legal Series, V.10, Nº 2, pp. 246-256.
- 2022 - Una sentencia trumpista sobre el aborto: análisis feminista de sus argumentos jurídicos, Mientras tanto, 0210-8259, Nº. 214.

## Obra
- 2000 - Igualdad y diferencia en los análisis feministas del derecho. Universidad Autónoma de Madrid. ISBN 84-490-1805-6.